# Scambus simulator
Scambus simulator là một loài tò vò trong họ Ichneumonidae.